# René Renoult

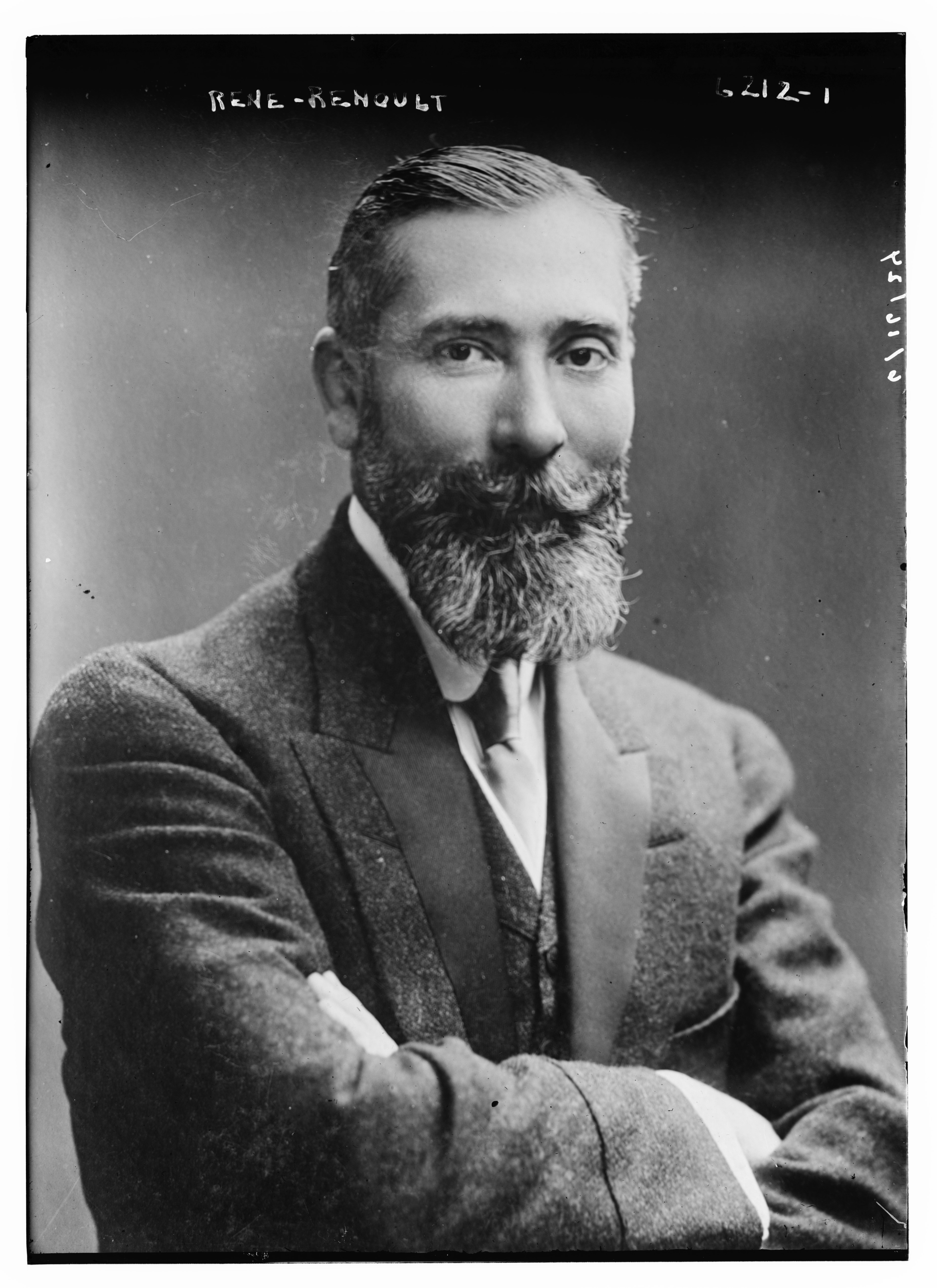
René Renoult

René Renoult (* 29. August 1867 in Paris; † 27. April 1946 ebenda) war ein französischer Rechtsanwalt, Politiker der Dritten Republik und Résistant.

## Leben
René Renoult stammte aus einer republikanisch gesinnten Familie; seine Brüder Daniel und André waren ebenfalls sozialistische Aktivisten. In seinen Lycée-Jahren soll René mehrfach Preisträger des Concours général gewesen sein. In der Folge studierte er die Rechtswissenschaften und wurde 1888 in die Anwaltskammer eingeschrieben.
Bereits im folgenden Jahr folgte er Paul Doumer als Kabinettschef von Charles Floquet, dem Präsidenten der Abgeordnetenkammer, nach. 1894 gründete René Renoult zusammen mit Charles Floquet, Léon Bourgeois, René Goblet und Camille Pelletan das Comité central d’action républicaine, das nach 1901 zum Vorstand der Radikalen Partei (PRRRS) wurde. René Renoult wurde 1903 zum Vorsitzenden der Radikalen Partei gewählt, am 19. Dezember 1905 zum Vorsitzenden des Exekutivkomitees und 1931 zum Ehrenvorsitzenden. Er ist der Autor der berühmten Formel „Pas d’ennemis à gauche !“ (Keine Feinde auf der Linken!). Außerdem führte er während des Ersten Weltkriegs den Vorsitz der radikal-sozialistischen Fraktion in der Kammer, insbesondere während der Zeit, in der das Amt des Parteivorsitzenden vakant war (1914–1917).
René Renoult wurde 1902 zum Abgeordneten des Departements Haute-Saône gewählt und bis 1919 ständig wiedergewählt. Den größten Teil seiner parlamentarischen Tätigkeit widmete er sozialen und steuerlichen Fragen. Er setzte das Gesetz zur Einführung eines Mindestlohns für Heimarbeiterinnen in der Bekleidungsindustrie durch und beteiligte sich zusammen mit Joseph Paul-Boncour an der Ausarbeitung des Gesetzes über die Renten der Arbeiter. 1914 war er Berichterstatter für das Gesetz zur Einführung der progressiven Einkommensteuer. Seine erste Erfahrung als Minister machte er 1909/1910 im Kabinett Briand I als Unterstaatssekretär für Finanzen. In dieser Zeit schloss er sich den Freimaurern an.
Als Mitglied des Finanzausschusses und mehrfacher Vizepräsident der Kammer war René Renoult während des Ersten Weltkriegs Vorsitzender des Armeeausschusses. Am 11. November 1918 hielt er die Huldigungsrede für Georges Clemenceau und Ferdinand Foch und vor allem „für die Republik, die das Wunder des Sieges bewirkt hat“. Die Kammer stimmte einstimmig dafür, diese Rede öffentlich auszuhängen.
Nachdem Clemenceau sein Mandat als Senator des Départements Var niedergelegt hatte, wurde René Renoult sein Nachfolger. Er wurde bis zum Ende der Dritten Republik ständig wiedergewählt und gehörte dem Ausschuss für Finanzen, Armee, Auswärtige Angelegenheiten und später für Zivilgesetzgebung an. 1921 kritisierte er die Wiederaufnahme der diplomatischen Beziehungen zum Vatikan, die von der Regierung des Nationalen Blocks beschlossen worden war.

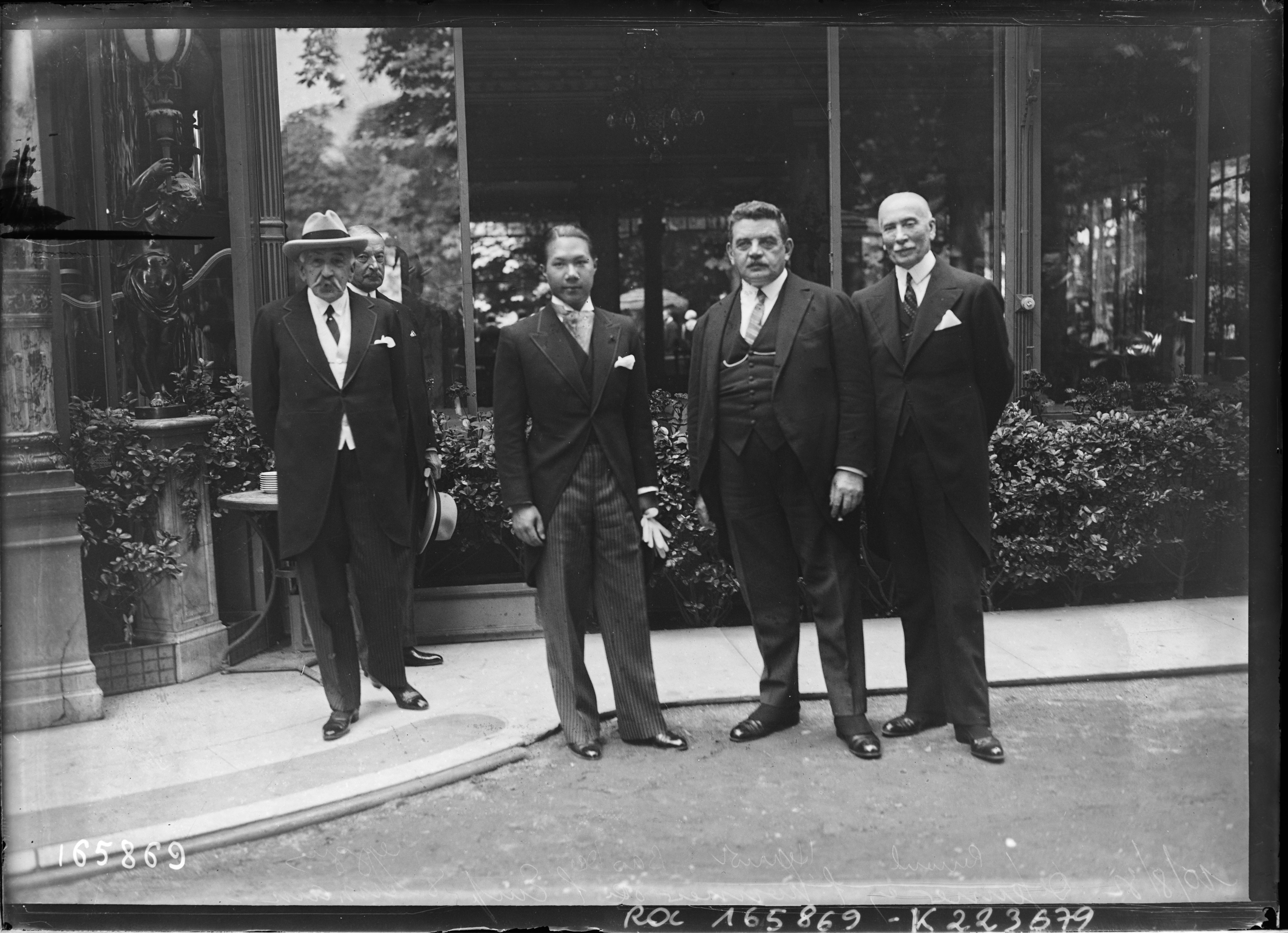
Besuch des Kaisers von Annam, die Herren Leygues, Bảo Đại, Herriot und Renoult

Als Justizminister in der Regierung von Édouard Herriot von Juni bis Dezember 1932 brachte er einen Änderungsantrag ein, der die bürgerlichen Rechte der verheirateten Frau ausweiten sollte. Er war anschließend im Senat Berichterstatter für diesen Änderungsantrag, der schließlich durch das Gesetz vom 18. Februar 1938 umgesetzt wurde: Der Passus, dass „die Frau ihrem Ehemann Gehorsam schuldet“, wurde aus dem Bürgerlichen Gesetzbuch gestrichen. Außerdem musste er sich mit der Affäre um die Basler Handelsbank auseinandersetzen. In den folgenden Jahren war er in mehreren Kabinetten Minister. In den 1930er Jahren gehörte er zu den Befürwortern einer harten Politik gegenüber Hitler.
Am 13. Mai 1934 wurde er zusammen mit Albert Dalimier auf dem  Parteitag der Radikalsozialistischen Partei ausgeschlossen. Der Kongressausschuss warf ihm insbesondere vor, dass er in der Stavisky-Affäre als Anwalt von Alexandre Stavisky aufgetreten war. Der Berichterstatter des Ausschusses war der Ansicht, dass er die Moral, die von gewählten Vertretern in der Partei erwartet wird, nicht eingehalten habe. Sein Ausschluss wurde einstimmig mit einer Gegenstimme beschlossen.
Am 10. Juli 1940 stimmte er gegen die Erteilung der diktatorischen Vollmachten an Philippe Pétain. Anschließend engagiert er sich in der Résistance. Im Januar 1944 wurde er von der Gestapo verhaftet und bereits am 17. Januar 1944 von den Forces françaises de l’intérieur befreit.
Nach der Befreiung zog sich René Renoult aus dem politischen Leben zurück; er war aber im Juli und August 1945 noch als Geschworener im Prozess gegen Pétain vor dem Hohen Gerichtshof tätig.
Er starb am 27. April 1946 in seinem Haus in der Rue La Boétie 20 bis im achten Arrondissement von Paris und wurde auf dem Cimetière du Montparnasse (10. Division) beigesetzt.